# 아하이촌
아하이촌(阿拝村)은 미에현 아야마군에 있던 촌이다. 현재 이가시의 북단에 해당한다. 자치단체로 존재했던 기간은 2개월 반으로 짧았다. 

## 역사
- 1954년 10월 1일 - 가와이촌, 다마타키촌이 합병해 성립하였다.
- 1954년 12월 20일 - 도모다촌과 합병해, 아야마촌이 성립하여, 동일 아하이촌은 폐지되었다.

## 교통

### 철도
일본국유철도 간사이 본선이 촌을 통과했지만 역은 존재하지 않았다.

### 도로
- 국도 제25호선

## 참고문헌
- 角川日本地名大辞典 24 三重県